# 奧利加尼夫卡
50°53′46″N 25°21′20″E / 50.89611°N 25.35556°E
奧利加尼夫卡（烏克蘭語：Ольганівка），是烏克蘭的村落，位於該國西部沃倫州，由盧茨克區負責管轄，始建於1625年，面積1.3平方公里，海拔高度179米，2001年人口234，人口密度每平方公里180人。